# 떼제 공동체

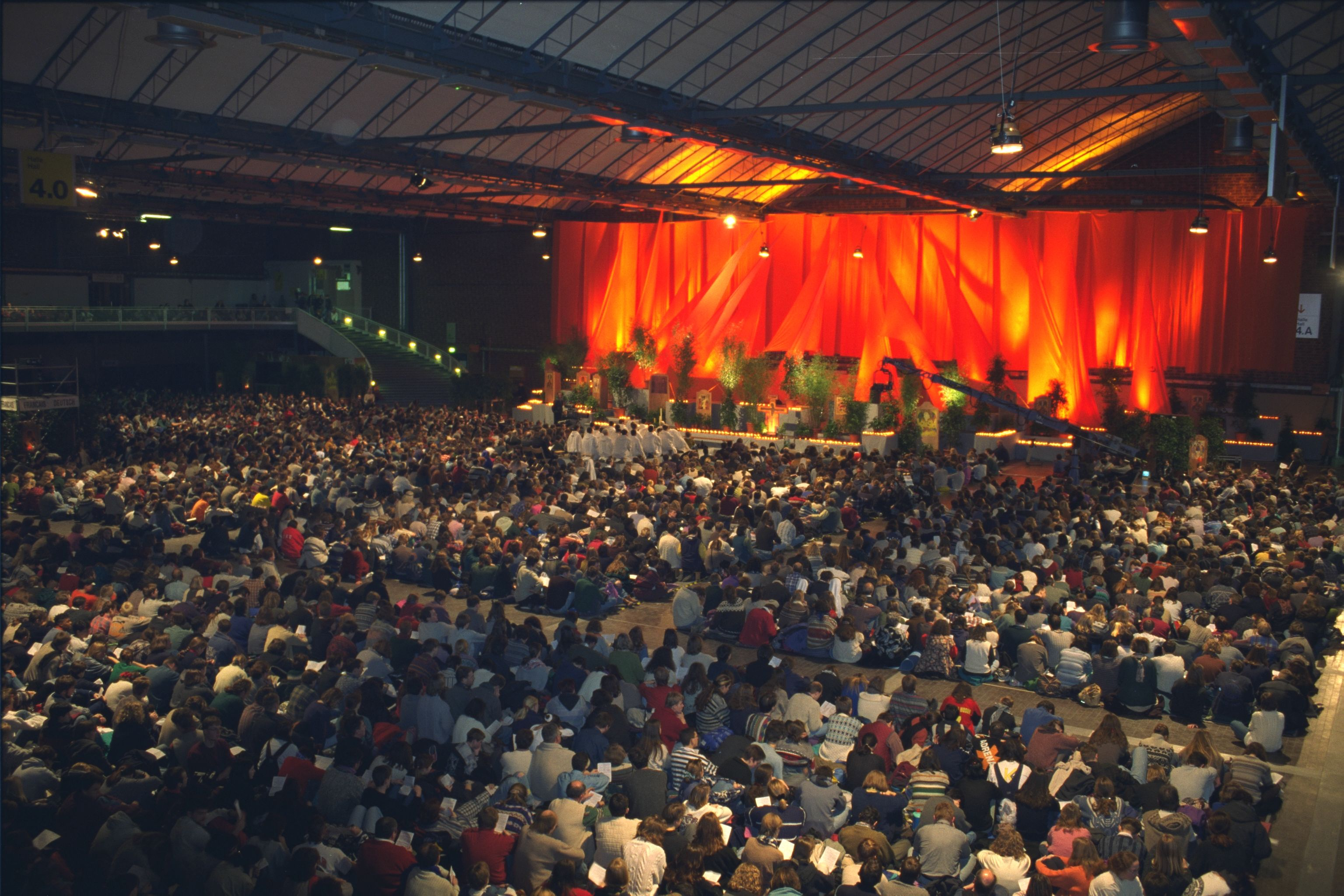
떼제 유럽 모임

떼제 공동체(The Taizé Community)는 개신교의 교회일치운동을 지지하며 형성된 프랑스 수도회이다. 프랑스 부르고뉴 지방 남부의 손 에 로와르(Saône-et-Loire)에 있는 떼제(Taizé)에 위치한, 1940년 프랑스 개신교 수도자인 로제 수사에 의해 창설된 에큐메니컬 성격의 기독교 수도회이다. 대한민국에서는 주로 천주교회에 의해 소개되어 천주교에 의해 운영되는 수도원으로 잘못 아는 경우도 있으나, 창시자 로제 수사는 개신교인으로 천주교에 구애받지 않으므로, 어느 교단에도 소속되지 않은 초교파 단체이다. 현재 공동체에는 25개국 출신의 남성 수도자들이 모여 기도와 묵상을 중심으로 공동생활을 하고 있다.
1950년대부터 매주 프랑스 떼제에서 열리고 있는 젊은이들의 기도 모임은 전 세계에서 수천 명의 젊은이가 방문하여 참석하는 것으로 유명하다. 떼제 공동체의 기도 모임에서 사용되는 기도 양식은 "키리에, 엘레이손(자비송)"처럼 짧고 간단한 가사가 붙인 곡을 반복하여 부르는 단순한 방식인데, 이는 예수께서 "마음이 가난한 사람은 복이 있다"고 하셨으니, 그리스도인은 단순하게 신앙생활해야 한다는 로제 수사의 신학에 뿌리를 둔 전통으로 보인다. 떼제 현지뿐만 아니라, 세계 각국의 기독교 공동체에서도 이를 활용한 예배 모임이 열리고 있다. 창시자인 로제 수사가 2005년 8월에 30대 여성에 의해 피살된 이후, 현재는 천주교 수도자 출신인 알로이스 수사가 원장을 맡고 있다.

### 공동체의 탄생 배경
개신교 수도자인 로제 수사는 그리스도인의 분열을 치유하고 그리스도인들의 화해를 통해 인류의 갈등을 극복하는 길을 모색하면서 떼제 공동체를 시작했다. 1940년 8월, 스물 다섯 살의 청년 로제는 동부 프랑스의 작은 마을 떼제에 홀로 와서 정착했다. 당대의 고난 한복판에서 매일 매일 화해를 구체적으로 살아가는 공동체를 세우는 것이 그의 꿈이었다. 그는 우선 피난민, 특히 나치 독일의 탄압을 피해서 온 유대인들을 숨겨 주었고, 전쟁이 끝난 다음에는 독일군 포로들을 맞이했다. 그 뒤 차츰 다른 형제들이 동참하여, 1949년 이들은 공동체 생활과 독신, 단순하고 소박한 삶으로 자신들의 일생을 하느님께 드릴 것을 서약했다. 첫 수사들은 다양한 개신교회 출신이었지만 오래지 않아 로마 가톨릭 교회 신자들도 입회했다. 오늘날 떼제공동체 형제들의 출신은 25개국 이상이며 모든 대륙을 망라한다. 그들 중 일부는 아시아, 아프리카, 남북 아메리카의 가난한 지역에 형제들의 작은 우애공동체를 이루고 산다. 한편 1962년부터 떼제의 형제들은 소리없이 동유럽을 방문하거나 준비된 젊은이들을 파견해서 고립된 이들과의 접촉과 나눔을 쉬지 않았다. 떼제의 형제들은 어떤 기부나 선물도 받지 않으며 스스로 일해서 번 정당한 수입으로 생활한다. 가족의 상속을 받게 될 경우 자신이나 공동체를 위해서 쓰지 않고 가난한 이들에게로 돌린다.

### 떼제와 젊은이
1957-1958년 이래 해를 거듭할수록 더 많은 청년들이 떼제를 찾아오고 있다. 일요일부터 다음 일요일까지 일주일 단위로 연중 계속 열리는 젊은이 모임에는 매주 유른 대륙 35-70개국으로부터 참가자들이 모이는데 어떤 주간에는 그 수가 6천여 명에 이른다. 이들은 하루 세 차례, 공동체의 수사들과 함께 ’화해의 교회’(1962년 건립, 1992년 증축)에서 공동기도를 드린다. 그동안 수십만 명의 젊은이들이 이렇게 떼제의 언덕을 다녀갔다. 이들은 모임 동안 신앙의 원천에서 삶의 의미를 발견하고 일상 안에서 책임을 감당할 수 있도록 준비한다. 여러 해 전부터 로마 가톨릭 국제 공동체인 성 안드레아 수녀회가 순례자들을 맞이하는 책임을 일부 나누어 맡고 있는데 최근에는 폴란드의 우술라 수녀회도 거든다.

### 떼제와 한국
60년대부터 유럽에 머물고 있던 한국인 성직자와 유학생들이 떼제를 찾았으며, 70-80년대에는 개인적으로 방문한 사람들과 서적을 통해 한국에도 차츰 알려졌다. 90년대부터는 한국에서 직접 떼제를 찾아오는 사람도 부쩍 늘었고 이제는 거의 매주 한국 순례자들이 떼제를 찾아 온다. 한편 1979년 김수환 추기경의 초청으로 떼제공동체의 형제들이 한국에 파견되어 현재 네 명의 수사들이 서울 화곡동에서 살고 있다. 현재 한국의 떼제공동체는 매주 금요일 저녁 7시 30분부터 9시까지 서울 화곡동 떼제 공동체에서 묵상 기도 모임을 열고 있다. 떼제공동체는 로마 가톨릭 교회 뿐만 아니라 개신교에도 영향을 주었다. 실제로 개신교 신학자인 서울신학대학교 이신건 교수(조직신학)은 기독교 사상에 로제 수사의 사상에 대한 글을 번역하여 기고하였다.

## 같이 보기
- 공주 수도원